# کوی فراز
کوی فراز یکی از محله‌های تهران واقع در شمال غربی تهران این کلان‌شهر است.
کوی فراز در شمال محلّهٔ سعادت‌آباد قرار دارد و اکنون ساختمان‌های زیادی در آن در حال ساخت است.
نخستین ورودی به این منطقه خیابان لادن از شرق و غرب می‌باشد که شهرک بوعلی نیز در انتهای لادن غربی است.این محله گران قیمت ترین محله سعادت آباد واقع درمنطقه ۲ تهران میباشد که بسیاری از افراد مهم ورزشی و چهره های سیاسی و همچنین متمولین در این محله سکنی دارند.این محله از شمال به دامنه های جنوبی رشته کوه البرز،از جنوب به بزرگراه یادگار امام،از شرق به خیابان معدن و از غرب به شهرک بوعلی و میدان بوعلی محدود می شود